# Linia F metra w Nowym Jorku

Mapa linii

Linia F – linia metra nowojorskiego. Jest oznaczona kolorem pomarańczowym na znakach stacji, znakach trasy oraz na oficjalnych mapach metra. Na swoim przebiegu przez Manhattan nosi nazwę IND Sixth Avenue Line.
Linia F kursuje cały dzień od Jamaica – 179th Street w Queens do Coney Island – Stillwell Avenue na Brooklynie przez Queens Boulevard, Sixth Avenue / 63rd Street i Culver, dzięki czemu obsługuje wszystkie przystanki z wyjątkiem odcinka w Queens między Forest Hills – 71st Avenue i 21st Street – Queensbridge. W godzinach szczytu niektóre pociągi w kierunku południowym kończą bieg na stacji Kings Highway.